# بوئنا، ویستا، تگزاس
بوئنا (به انگلیسی: Buena Vista) یک منطقهٔ مسکونی در ایالات متحده آمریکا است که در تگزاس واقع شده‌است. بوئنا ۱۰۲ نفر جمعیت دارد.